# The Batman vs. Drácula
The Batman vs Dracula (titulada Batman contra Drácula en España y Batman vs Drácula - La película animada en Venezuela) es una película de superhéroes animada de 2005 lanzada directamente a vídeo y basada en la serie de televisión The Batman. 
Tiene un tono mucho más oscuro que la serie, y cuenta con Vicki Vale (con la voz de Tara Strong, quien interpretó a Barbara Gordon/Batgirl en Las nuevas aventuras de Batman) La película fue estrenada en DVD el 18 de octubre de 2005 y realizó su debut en televisión en Cartoon Network, en el bloque Toonami el 22 de octubre de 2005. Fue lanzado el DVD como un tie-in con la película en imagen real Batman Begins. Cuando la película se emitió por primera vez en televisión, la clasificación de TV que se dio fue TV-Y7-FV, ya que se suponía que iba a estar en el mismo tono que la serie de televisión para niños, sin embargo, ya que había temas más adultos, la sangre y la violencia en general y que esto estaba destinado a un público más grande en lugar de 7 a 12 años de edad, la calificación fue cambiada posteriormente a TV-PG.

## Argumento
El Joker y el Pingüino han salido del Asilo Arkham y compiten con otros para encontrar un alijo de dinero robado oculto en una cripta en el cementerio de Gotham. El Joker es rápidamente interceptado por  Batman y, aparentemente, muere cuando se cae en un río y es electrocutado por sus timbres de alegría super-cargados, mientras que el Pingüino tiene la oportunidad de entrar en el mismo cementerio. Si bien a través de la búsqueda de la cripta, el Pingüino accidentalmente se corta la mano mientras se utiliza el paraguas-espada para abrir un ataúd que espera contenga el dinero, encuentra un cuerpo en su lugar. La sangre de su mano gotea en el corazón del cadáver, que regresa a la vida; es nada menos que el señor vampiro Drácula, su cuerpo fue trasladado de Transilvania a Gotham City después de su "muerte". Después de atacar y convertir a un vigilante del cementerio en un vampiro, Drácula hipnotiza al Pingüino para convertirlo en su siervo no vampiro para que pueda conducirlo a través de Gotham para alimentarlo y cuidar su ataúd durante el día, mientras que recobra su fuerza.
Mientras patrullaban la ciudad, Batman es testigo de un ataque de vampiros, pero califica al incidente como poco importante y, como Bruce Wayne, procede a celebrar una fiesta corporativa en su mansión. Drácula aparece fortalecido en la fiesta, disfrazado de un antropólogo cultural bajo el nombre de Dr. "Alucard" ("Drácula" deletreado al revés) que dice ser un visitante que estudia a Batman (creyendo que su legado ha influido en la existencia de Batman), y tiene un interés en Vicki Vale, una periodista que está entrevistando y que data a Bruce. Después de no haber transformado a Bruce en un vampiro para saciar su sed, Drácula vuelve a un camarero a vampiro, que ataca al mayordomo de Bruce, Alfred. Al darse cuenta del peligro inminente, Bruce deduce inmediatamente que "Alucard" es Drácula. Tras nuevas investigaciones, Bruce se entera de que Drácula está detrás de las desapariciones de varios ciudadanos de Gotham, que han sido llamados "Los perdidos" por los medios de comunicación y se convirtieron en vampiros, e intentos encontrar una forma de sintetizar una vacuna para las víctimas. Debido a los testigos que afirman ver una figura de murciélago durante los ataques, se informa erróneamente que Batman está detrás de las desapariciones en su lugar. Cuando Batman va al cementerio de Gotham en busca de Drácula, que fue perseguido por la unidad SWAT, cuyos miembros son tomadas por Drácula, ya que lo persiguen de nuevo en la ciudad. Durante una pelea con Batman, Drácula le ofrece unirse a él en su conquista de Gotham, Batman, naturalmente, se niega. Drácula tiene a Batman a su merced, pero el sol sale y Drácula se ve obligado a retirarse, prometiendo matar a Batman por rechazar su oferta.
En el cementerio, el Joker vuelve a aparecer vivo y se enfrenta al Pingüino. Él le pregunta dónde está el tesoro, pensando que el Pingüino ya lo encontró, él lo lleva a la tumba de Drácula. Sin embargo, pese a las advertencias para que no abrir el ataúd de Drácula, el Joker acaba siendo el "desayuno en la cama, recién exprimido" de Drácula. Batman sigue la pista del Joker vampiro como él celebra en un banco de sangre, y lo captura. Mientras que Batman trata de inventar un antídoto para los infectados usando la estructura celular del Joker, Alfred descubre que Drácula tuvo una vez una vampiresa novia, Carmilla Karnstein, que encontró su muerte cuando fue expuesta a la luz solar. Durante su investigación, sin embargo, Bruce se pone de pie al enterarse del secuestro de Vicki por Drácula. Por último, Batman es capaz de curar al Joker de su vampirismo y determinar la ubicación de la guarida de Drácula en el cementerio de Gotham, antes de devolverlo a Arkham. Luego, procede a la producción masiva de la vacuna para derrotar a Drácula y curar a sus víctimas.
Drácula trata de sacrificar el alma de Vicki para reanimar a su novia Carmilla. Al enterarse de que Vicki ha sido secuestrada, Batman corre a la guarida de Drácula con la vacuna anti-vampirismo y un arsenal de armas, derrotando y curando a todos los "perdidos" que lo atacan en las catacumbas debajo del cementerio de Gotham. Batman luego libera a Vicki, interrumpiendo el ritual de reanimación. Drácula envía al Pingüino a recuperar a Vicki mientras pelea con Batman, que atrae a Drácula a la Baticueva y hacia su prototipo de energía solar almacenada de la máquina, y lo incinera con esta luz del sol, lo que reduce a Drácula a un montón de cenizas y huesos. Esto también libera al Pingüino de su control que, durante la persecución de Vicki, finalmente encuentra el tesoro escondido que causó todos los problemas en primer lugar. Por desgracia para él, es detenido y acusado de los secuestros de Drácula, haciendo que los medios de comunicación piensen que estaba forzando a la gente a encontrar el tesoro. Habiendo derrotado al malo al final, el triunfo de Batman hace que continúa su deber de defender Gotham contra cualquiera que pueda poner en peligro su seguridad.

## Elenco
- Rino Romano como Batman/Bruce Wayne.
- Peter Stormare como Drácula.
- Tara Strong como Vicki Vale.
- Tom Kenny como El Pingüino.
- Kevin Michael Richardson como The Joker.
- Alastair Duncan como Alfred Pennyworth.

## Doblaje
| Personaje          | Voz original             | Voz en España       | Voz en Venezuela |
| ------------------ | ------------------------ | ------------------- | ---------------- |
| Bruce Wayne/Batman | Rino Romano              | David Robles        | Héctor Indriago  |
| Drácula            | Peter Stormare           | Carlos Kaniowsky    | Daniel Jiménez   |
| Vicky Vale         | Tara Strong              | Ana Jiménez         | Valeria Castillo |
| El Pingüino        | Tom Kenny                | Jorge García Insúa  | Víctor Díaz      |
| El Joker           | Kevin Michael Richardson | Luis Bajo           | Rubén León       |
| Alfred Pennyworth  | Alastair Duncan          | Juan Antonio Gálvez | Ricardo Omaña    |

## Antecedentes aThe Batman vs Drácula
- La película pudo haber sido inspirada por Elseworlds, y su cuento de 1991 titulado Batman & Dracula: Red Rain de Doug Moench, Kelley Jones y Malcolm Jones III, donde Batman se encuentra con Drácula y se convierte en un vampiro, que se mantuvo en las historias de Batman: Bloodstorm y Batman: Niebla carmesí. En las dos secuelas, Inker Malcolm Jones fue reemplazado por John Beatty.
- Se han realizado dos películas en las que lucharon Batman y Drácula: Batman Dracula (1964) y Batman Fight Dracula (1967). Sin embargo, ninguna de estas películas fue autorizada por DC Comics.
- Batman luchó contra el vampiro Decobra Gustav en Detective Comics #455 (enero de 1976).
- Batman luchó contra el Monje Loco (Mad Monk en inglés), quién era una amalgama entre un hombre lobo y un vampiro. Este personaje apareció por primera vez en 1939 y en un cómic especial del año 2006.

## The Batman Strikes #15: The Lost Ones
Este cuento mezquino, con estrellas invitadas como el Pingüino, sirve como una pieza de acompañamiento para The Batman vs Drácula, e introduce a Drácula en la ciudad de Gotham.
A pesar de que el Pingüino está bajo el control de Drácula, no le impide atender su propio negocio. Que explota la falta de Gothamites/The Lost Ones, el secuestro y la celebración de los ciudadanos del rescate, y la ayuda recibida por Kabuki Twins.
A medida que el tema llega a su fin, Batman está a punto de detener a Pingüino, cuando es rescatado por Drácula. Drácula no aprecia la explotación de su actividad, y se asegura de mantener al pingüino más vigilado.

## Recepción
La reacción crítica a The Batman vs Drácula ha sido desigual. Cobbs Maurice de DVD Verdict dijo "The Batman vs Drácula fue lo suficientemente buena que me gustaría que hubiera sido mejor, pero en el análisis final, el producto es excepcionalmente promedio. Si bien hay puntos buenos de esta producción, simplemente no son suficientes como para superar las fallas, y aunque puede servir como una diversión espeluznante y entretenida para los más pequeños, los espectadores más maduros pueden quedar con ganas de más". Batman-on-Film escribió: "En general, disfruté The Batman vs Drácula. Si agrupas todas las películas animadas de Batman juntas, esta es una de las mejores. Le doy una calificación de B- y le diré a cualquier Bat-fan que la añada a su colección de Bat-DVD". World's Finest Online dijo "Al final, lo negativo apenas se registra en la gran escala de las cosas. La película tiene una excelente historia, un buen diálogo (sin contar los juegos de palabras), una animación increíble, la perfecta voz de los actores y una banda sonora que mantiene y mejora todo. Hay muy pocas cosas que no me gustan de esta película."
Kevin L. Carvell de Cinema Crazed dijo: "Aunque muy predecible y por los números, esta es una muy buena y divertida combinación animada de acción y terror que recoge el relevo con Batman como se supone que es, al mismo tiempo que lucha contra Drácula, que también es como se supone que él debe ser. Stormare se acerca al papel con entusiasmo haciendo esto todo un poco más observable." SF, Horror, and Fantasy Film Review escribió: "Se siente más como un caso del canon de los cómics habiéndose deformado con el fin de hacer que funcione como una historia de vampiros. El título del equipo intriga, pero no puedo dejar de pensar cuánta más profundidad y carácter podría haber sido invertido en esfuerzo si The Batman vs Drácula hubiese sido realizado como parte del universo de Bruce Timm."

## Secuela cancelada
Durante mucho tiempo se planeó una segunda película de The Batman. La secuela, titulada The Batman vs. Hush, habría introducido al personaje de Hush, que iba a ser el villano junto al Joker, Catwoman, Acertijo y Cara de Barro. Sin embargo, el proyecto fue desechado.

## Curiosidades
- El DVD fue lanzado como un tie-in con la película en imagen real Batman Begins.
  - Unido a lo anterior, The Batman vs. Drácula y Batman Begins se estrenaron el mismo año.
- En una parte, el Joker le dice a Batman: "¡Estás acabado!". También se pudo escuchar más tarde en la película en imagen real, secuela de Batman Begins, The Dark Knight.
- A pesar de que no aparece Scarface, se puede observar un cameo del Ventrílocuo al principio de la película.
- Ya que nadie se acordó de lo sucedido, Batman, Vicky Vale, Alfred y el Pingüino fueron los únicos que recuerdan lo que sucedió en realidad.
- Se revela que el Pingüino siempre pierde en el Bingo.
- Se tuvo planeada una secuela llamada The Batman vs. Hush, pero fue cancelada. Más tarde en el episodio "Rumors" de The Batman, se planeó que Hush apareciera, pero los censores no lo permitieron y lo cambiaron por Rumor.
- Curiosamente uno de los primeros enemigos de Batman, El Monje, era vampiro.
- Tara Strong, quién le dio voz a Batgirl/Barbara Gordon y a Andrea Beaumont en el DCAU, le dio la voz a Vicky Vale en esta cinta.
- La película tuvo escenas sangrientas y violentas, siendo la tercera película animada de Batman en contar con este tipo de escenas. La primera fue Batman: Mask of the Phantasm, y la segunda fue Batman Beyond: Return of the Joker.